# 柏里
柏里（かしわざと）は、大阪府大阪市西淀川区にある町名。現行行政地名は柏里一丁目から柏里三丁目。

## 地理
西淀川区の東部に位置し、南西に花川、北に歌島、西に野里、東に淀川区塚本と接している。

### 河川
- 淀川

## 世帯数と人口
2019年（平成31年）3月31日現在の世帯数と人口は以下の通りである。
| 丁目       | 世帯数    | 人口    |
| ---------- | --------- | ------- |
| 柏里一丁目 | 692世帯   | 1,162人 |
| 柏里二丁目 | 794世帯   | 1,304人 |
| 柏里三丁目 | 925世帯   | 1,418人 |
| 計         | 2,411世帯 | 3,884人 |

### 人口の変遷
国勢調査による人口の推移。
| 1995年（平成7年）  | 4,640人 | [ 5 ] |  |
| 2000年（平成12年） | 4,522人 | [ 6 ] |  |
| 2005年（平成17年） | 4,066人 | [ 7 ] |  |
| 2010年（平成22年） | 3,975人 | [ 8 ] |  |
| 2015年（平成27年） | 3,747人 | [ 9 ] |  |

### 世帯数の変遷
国勢調査による世帯数の推移。
| 1995年（平成7年）  | 2,143世帯 | [ 5 ] |  |
| 2000年（平成12年） | 2,274世帯 | [ 6 ] |  |
| 2005年（平成17年） | 2,102世帯 | [ 7 ] |  |
| 2010年（平成22年） | 2,152世帯 | [ 8 ] |  |
| 2015年（平成27年） | 2,096世帯 | [ 9 ] |  |

## 事業所
2016年（平成28年）現在の経済センサス調査による事業所数と従業員数は以下の通りである。
| 丁目       | 事業所数  | 従業員数 |
| ---------- | --------- | -------- |
| 柏里一丁目 | 28事業所  | 231人    |
| 柏里二丁目 | 104事業所 | 910人    |
| 柏里三丁目 | 121事業所 | 680人    |
| 計         | 253事業所 | 1,821人  |

## 交通
- 阪神高速11号池田線
  - 塚本出入口
- 姫島通
- 大阪府道10号大阪池田線（淀川通）

## 施設
教育機関
- 大阪市立柏里小学校

郵便局
- 西淀川柏里郵便局

金融機関
- 大阪シティ信用金庫 塚本支店

商業施設
- ライフ 塚本店
- サンディ 塚本店

## その他

### 日本郵便
- 〒555-0022[3]（集配局：西淀川郵便局[11]）